# شهرستان فوشون (سیچوآن)
شهرستان فوشون (به انگلیسی: Fushun County) یک شهرستان در چین است که در زیگانگ واقع شده‌است.